# Карпове (станція)
Ка́рпове — проміжна залізнична станція Одеської дирекції Одеської залізниці.
Розташована між селами Вакулівка та Виноградар Роздільнянської громади Одеської області на лінії Роздільна I — Одеса-Застава I між станціями Єреміївка (12 км) та Вигода (10 км).
На станції також знаходиться вагонна дільниця на 8 колій.

## Історія
Станцію було відкрито 1865 року при прокладанні залізниці Одеса-Балта.
В 1896 році на залізничній станції Карпове Більчанської волості Одеського повіту Херсонської губернії, було 3 двора, в яких мешкало 18 людей (10 чоловік і 8 жінок).
16 серпня 1911, вчинивши самогубство, під колесами потягу на станції загинув Бондаренко Іван Михайлович — дослідник історії Західної Європи, української культури. Похований без хреста та огорожі на краю цвинтаря с. Будячки.
Електрифіковано станцію у складі ділянки Вигода — Роздільна 1984 року.

Вокзал станції Карпове
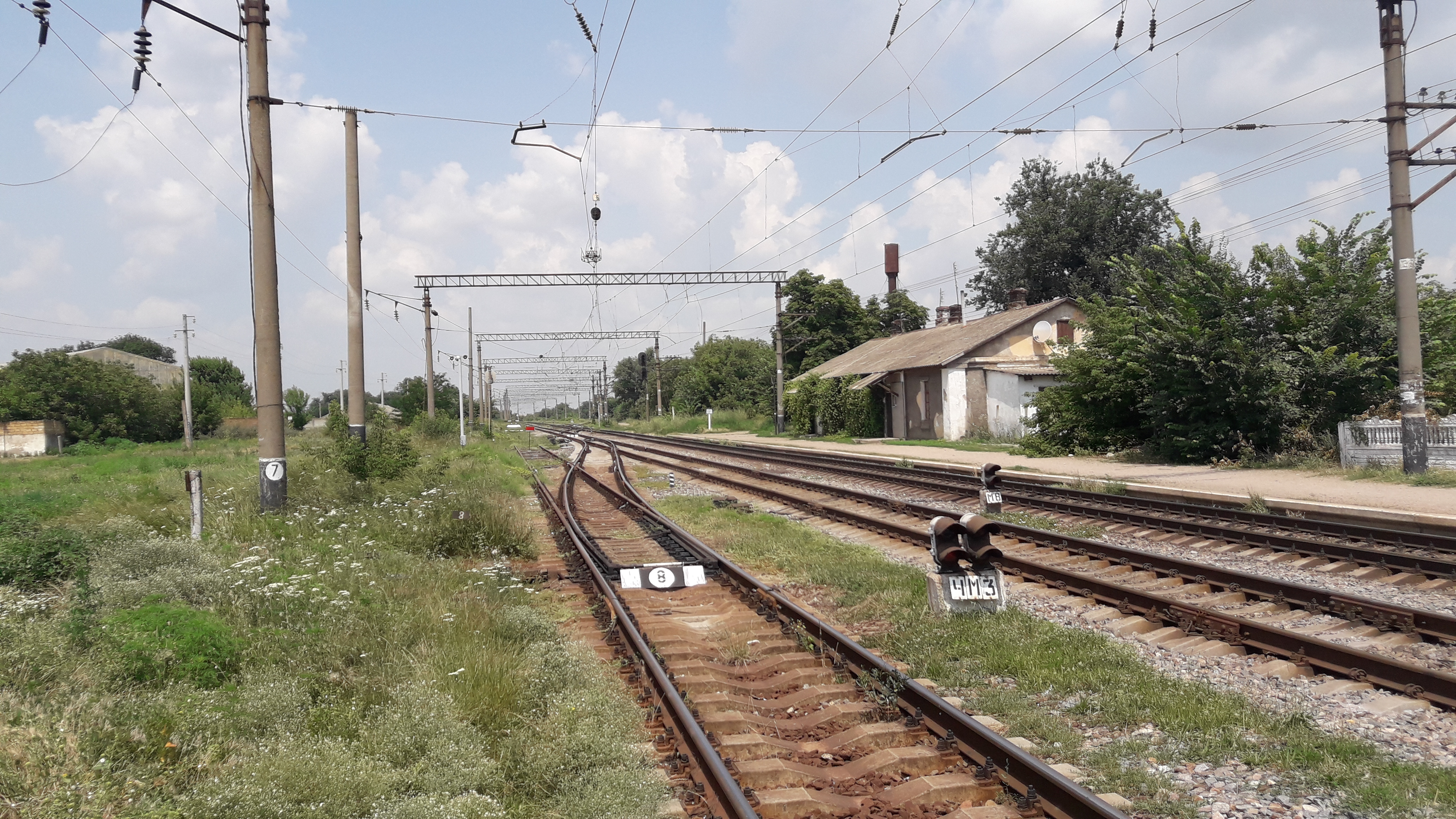
Вигляд у напрямку Єреміївки
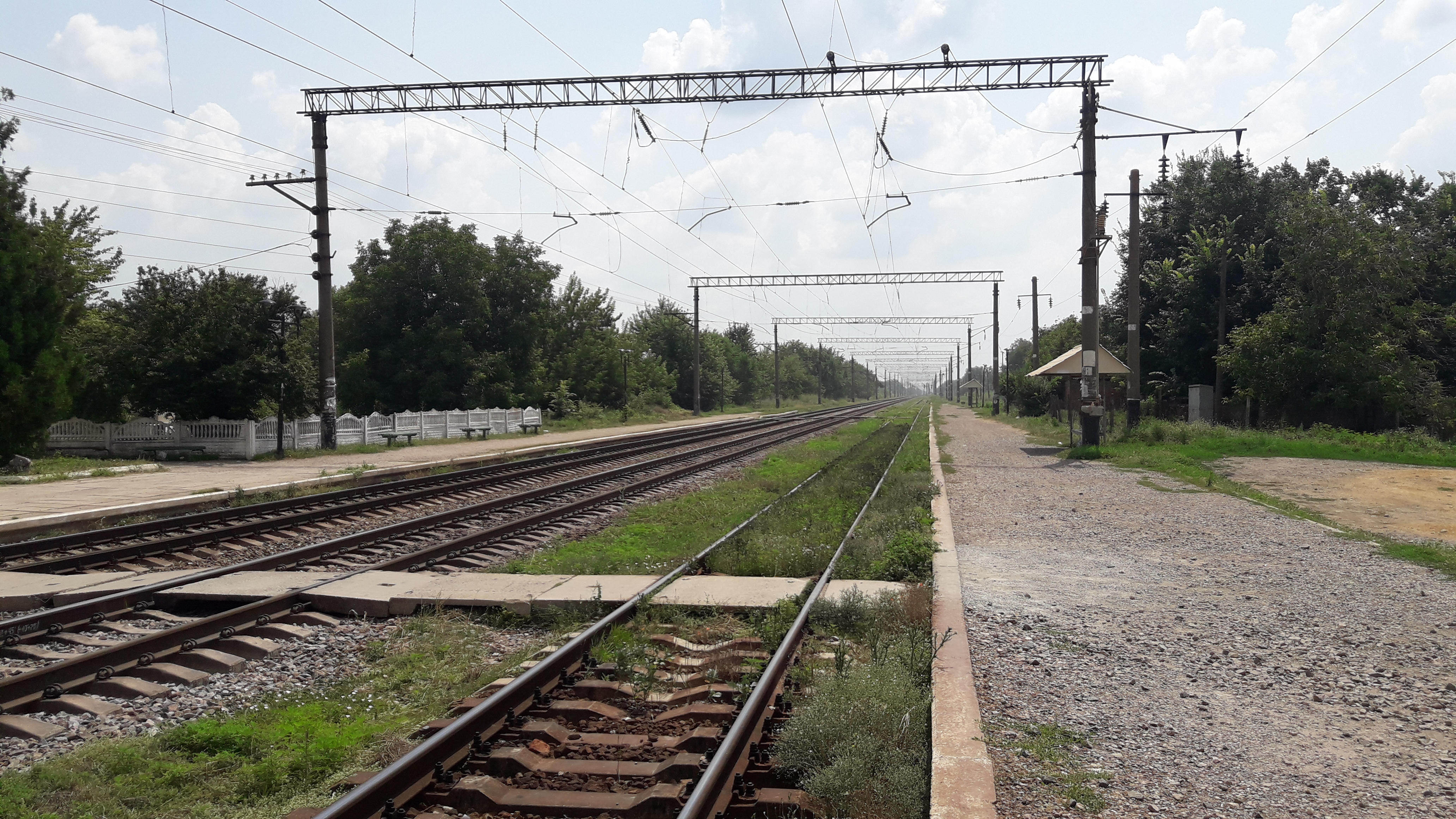
Вигляд у напрямку Вигоди
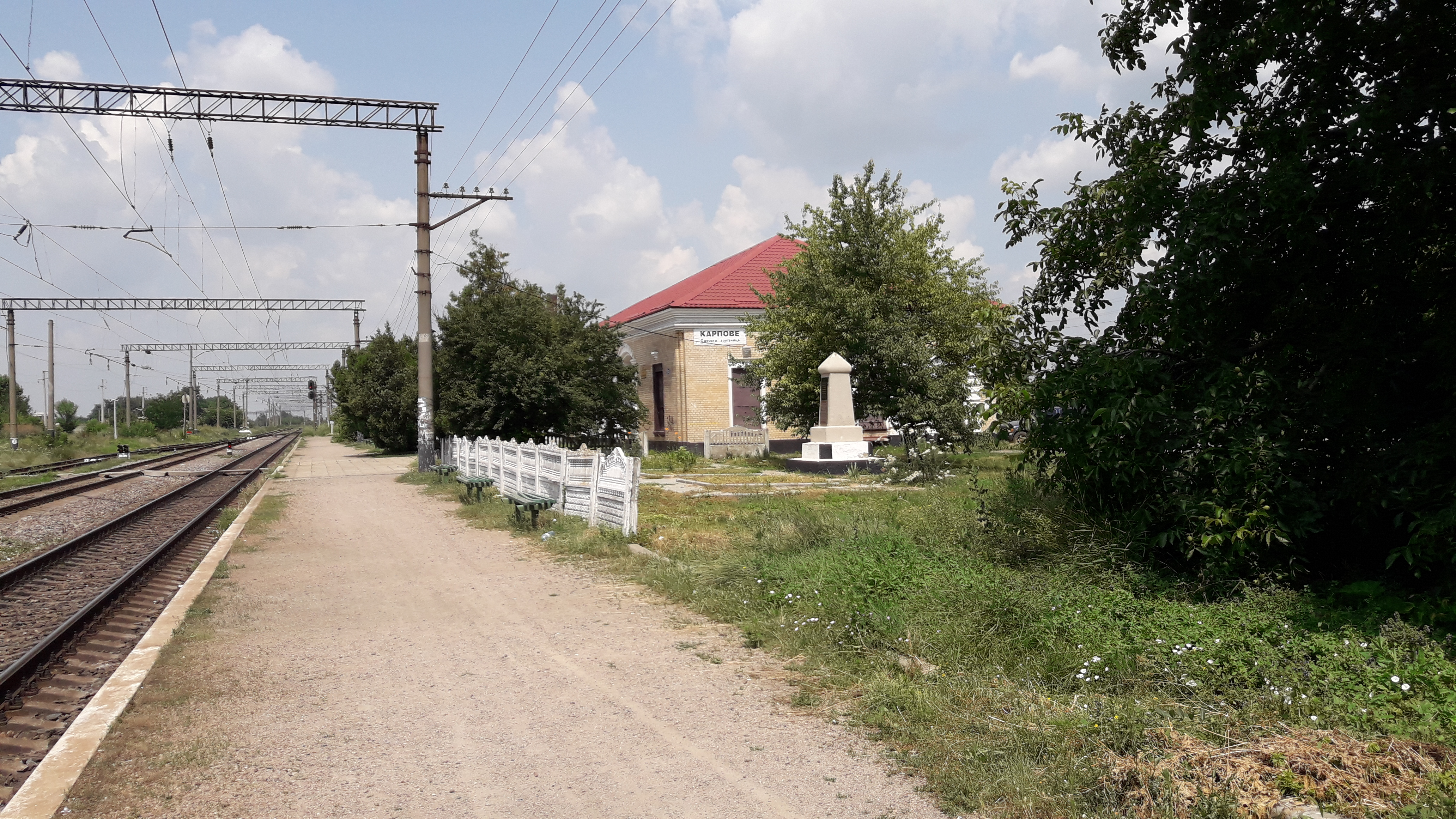
Братська могила солдатів, які загинули в боях за станцію у квітні 1944 р.